# Elevation Records
Elevation Records est un label de musique britannique fondé en 1986 et disparu en 1987.

## Histoire
L'histoire d'Elevation est très courte. Le label est une filiale de la major WEA créée par Alan McGee, le propriétaire du label indépendant Creation Records. WEA espère ainsi profiter de l'engouement au Royaume-Uni pour le son pop remis au goût du jour par le succès de la compilation C86, publiée par l'hebdomadaire musical New Musical Express.
McGee est le seul employé du label. Il signe deux des groupes de Creation, Primal Scream et The Weather Prophets, ainsi qu'Edwyn Collins, l'ancien chanteur de l'influent Orange Juice. À côté d'un certain nombre de singles, sortent les premiers LP de Primal Scream, Sonic Flower Groove, et de The Weather Prophets, Mayflower. 
Le succès commercial attendu n'est pas au rendez-vous, et WEA met fin à l'expérience.

## Groupes présents sur Elevation Records
- The Weather Prophets
- Primal Scream
- Edwyn Collins